# Teylers Museum
Teylers Museum – najstarsze muzeum w Holandii, znajdujące się w mieście Haarlem (w budynku numer 16 przy ulicy Spaarne). Prezentuje głównie eksponaty z dziedziny sztuki i nauki. Posiada autentyczne wnętrze pochodzące z XVIII wieku. Od 1784 jest nieprzerwanie otwarte dla publiczności.
Założył je w roku 1778 kupiec jedwabny i bankier – Pieter Teyler van der Hulst. Budynek, pochodzący z epoki holenderskiego oświecenia, zachował się do naszych czasów w nienaruszonym stanie. Eksponowane są tutaj przyrządy naukowe, urządzenia do wytwarzania elektryczności, minerały, skamieniałości, monety, starodruki, grafiki oraz malarstwo, głównie holenderskie i flamandzkie. Słynie ze zbioru rysunków Michała Anioła i prac Rembrandta. Kolekcja gromadzona jest sukcesywnie od czasów założyciela.
W holu wejściowym, zbudowanym na planie w kształcie koła, umieszczone są marmurowe figury i płaskorzeźby poświęcone różnym dyscyplinom naukowym. Dwukondygnacyjna Sala Owalna pochodzi z roku 1779. Zastosowano charakterystyczny sposób ekspozycji przedmiotów – oprócz szklanych szafek, w których eksponowane są różnego rodzaju przyrządy, ustawiono gabloty w kształcie piramid, w których  zostały wystawione minerały.
Teylers Museum jest czynne codziennie oprócz poniedziałków. Wstęp do muzeum jest płatny. W 2010 roku muzeum odwiedziło 101 386 osób.